# تپه مراد آباد نورعلی
تپه مراد اّباد نورعلی مربوط به دوران پیش از تاریخ ایران باستان است و در شهرستان دلفان، بخش مرکزی، روستای مراد اّباد واقع شده و این اثر در تاریخ ۲۳ بهمن ۱۳۸۰ با شمارهٔ ثبت ۴۷۸۱ به‌عنوان یکی از آثار ملی ایران به ثبت رسیده است.